# Mit offenen Karten (2005)
Mit offenen Karten  (Originaltitel: Cards on the Table) ist eine Langfolge aus der zehnten Staffel der britischen Fernsehserie Agatha Christie’s Poirot aus dem Jahr 2005 von Sarah Harding. Es handelt sich um die Verfilmung des gleichnamigen Romans von Agatha Christie aus dem Jahr 1936.

## Handlung
Hercule Poirot, die Kriminalschriftstellerin Ariadne Oliver, Colonel Hughes vom britischen Geheimdienst und Superintendent Wheeler von Scotland Yard werden zu einem Dinner bei dem mysteriösen Mr. Shaitana eingeladen. Gleichzeitig sind vier weitere Gäste geladen. Beim anschließenden Bridge-Spiel wird der Gastgeber ermordet.
Zusammen mit den anwesenden Kriminalisten gehen Poirot und Mrs. Oliver der Vergangenheit der Gäste auf den Grund – denn laut Mr. Shaitana hat jeder von ihnen einen Mord auf dem Gewissen. Poirot und Mrs. Oliver müssen jedoch auch das begonnene Bridge-Spiel rekonstruieren, um herauszufinden, wer der Mörder ist.

## Belege
1. ↑   Freigabebescheinigung für Mit offenen Karten. Freiwillige Selbstkontrolle der Filmwirtschaft, Mai 2012 (PDF; Prüfnummer: 133 163 V).